# Цуккерхютль
Цуккерхютль (нем. Zuckerhütl, 3 507 м) — самая высокая гора в Штубайских Альпах. Цуккерхютль находится в Северным Тироле, недалеко от границы с Италией.
С северной стороны горы расположен ледник Сульценауфернер (Sulzenauferner), с южной — ледник Трибенкарласфернер (Triebenkarlasferner). С запада находится гора Пфаффеншнайде (Pfaffenschneide) (3498 м), восточнее — гора Вильдер Пфафф (Wilder Pfaff) (3458 м).
Впервые Цуккерхютль была покорена в 1863 г. Йозефом Антоном Шпехтом (Joseph Anton Specht) и Алойсом Танцером (Alois Tanzer). Самый популярный маршрут — от Пфаффенсатель (Pfaffensattel) по восточному гребню.